# スットゥングル (衛星)
スットゥングル (Saturn XXIII Suttungr) は、土星の第23衛星である。外部衛星のうち逆行軌道を公転する北欧群に属する。
2000年9月23日にブレット・J・グラドマン、ジョン・J・カヴェラーズらの研究チームにより発見された。観測にはカナダ・フランス・ハワイ望遠鏡が用いられており、補償光学が活用された。発見は同年12月23日に国際天文学連合のサーキュラーで公表され、S/2000 S 12 という仮符号が与えられた。
2003年8月8日に、北欧神話に登場する詩の蜜酒を占有していた霜の巨人スットゥングに因んで命名され、Saturn XXIII という確定番号が与えられた。スッツングルや、英語読みサッタングとも表記される。なお、命名当初の綴りは Suttung となっていたが、2005年1月21日に名称の主格である Suttungr という綴りに修正された。
アルベドを 0.06 と仮定した場合、この衛星の直径は 7 km と推定される。